# Erik Vervroegen
Erik Vervroegen es un publicista belga, conocido por su genialidad frente a los conceptos, las grandes ideas y también como uno de los mejores directores de arte de la actualidad.
Destaca como tal en todos los festivales de publicidad y como el más grande creativo de la historia. También por sus polémicos vídeos de contenido sexual explícito,como los publicados para la web oficial del Institut Català de la Salut, Generalitat de Catalunya, España; y que han causado gran polémica por aparecer en el mismo menores de edad de igual o diferente sexo realizando diferentes prácticas sexuales,cuando formaba parte de la publicista TBWA\París.

## Inicios
Comenzó trabajando de director de arte en Bélgica a los 18 años. Después de haber sido coronado como el mejor creativo belga por más de 5 años seguidos, decide dejar su agencia y país para buscar nuevos y reales desafíos -Erik estaba convencido de que el confort no hace que la creatividad aparezca-.
El rumbo que toma es a Sudáfrica en busca de un mejor mañana.

## Carrera
Con sólo un año de trabajo en TBWA Hunt Lascaris es nombrado el mejor creativo del continente y Director Creativo de la agencia.
En tan solo un año gana más premios que ningún otro creativo de Sudáfrica y vuelve a ser reconocido con el mismo título.
Posteriormente es invitado a trabajar en Bozell NY como Director Creativo y en poco tiempo hace que Bozell se convierta en una de las mejores agencias de USA ganando el 3.er lugar de la “Agencia del año” el año 2002 en Cannes.
2002, enero. Erik es nombrado Director Creativo Ejecutivo de TBWA París.
2003, septiembre. Sube de posición a Presidente y Director Creativo Ejecutivo de la misma agencia.
Con apenas 2 años, TBWA París recibe los siguientes premios: 2a Mejor Agencia del Mundo (Gunn Report), Grand Prix Eurobest 2002 y 2004, Agencia del Año en Eurobest 2002 y 2005, 10 Leones de Cannes incluyendo el Grand Prix en el 2003.
Ha sido votado 3 veces como Mejor Director Creativo de Francia 3 años seguidos.
En el 2005, TBWA París ganó 15 Leones de Cannes, incluyendo el Grand Prix de Press y fue votada como Agencia del Año por 3 años consecutivos.

## En Cannes
El paso por este prestigioso festival de publicidad, ha sido como ningún otro y a la fecha ha recibido la suma de 70 Leones de Cannes incluyendo los Grand Prix, convirtiéndose en el creativo más multipremiado de la historia de la publicidad.

## Retiro
A comienzos del año 2009 y luego de haber dejado una gran marca en TBWA París, se retira de la agencia por un conflicto generado por uno de sus premios. Erik, gana en Cannes con el aviso para el cliente Amnestía Internacional, en el que se comunicaba que en China la tortura continuaba.
El resultado de esta polémica, fue inmensa en el mundo publicitario y acabó con el retiro de Erik Vervroegen de TBWA París y multas millonarias que la agencia tuvo que pagar.

## Regreso
Luego de un año de pausa y desligamiento total con el mundo de la publicidad, apareció la noticia que el multipremiado Erik Vervroegen, regresaría a la publicidad, pero esta vez a la agencia estadounidense Goodby Silverstein como Director Creativo.